# Atletismo nos Jogos Pan-Americanos de 1995 - 800 m masculino
As provas dos 800 m masculino nos Jogos Pan-Americanos de 1995 foram realizadas em 22 e 23 de março, no Estádio Atlético "Justo Roman".

## Medalhistas
| Ouro                         | Prata                  | Bronze                         |
| José Luíz Barbosa BRA Brasil | Alain Miranda CUB Cuba | Brad Sumner USA Estados Unidos |

## Resultados

### Eliminatórias
| Posição | Eliminatória | Nome              | Nacionalidade      | Tempo   | Notas |
| ------- | ------------ | ----------------- | ------------------ | ------- | ----- |
| 1       | 1            | Alain Miranda     | CUB Cuba           | 1:47.93 | Q     |
| 2       | 1            | Gilmar Santos     | BRA Brasil         | 1:47.96 | Q     |
| 3       | 1            | Byron Goodwin     | CAN Canadá         | 1:48.42 | Q     |
| 4       | 1            | Víctor Matarrese  | ARG Argentina      | ?:??.?? | q     |
| 5       | 1            | Terril Davis      | USA Estados Unidos | 1:48.97 | q     |
| 1       | 2            | José Luíz Barbosa | BRA Brasil         | 1:46.29 | Q, PR |
| 2       | 2            | Brad Sumner       | CAN Canadá         | 1:49.23 | Q     |
| 3       | 2            | Daryl Fillion     | USA Estados Unidos | 1:49.84 | Q     |

### Final
| Posição           | Nome              | Nacionalidade      | Tempo   | Notas |
| ----------------- | ----------------- | ------------------ | ------- | ----- |
| Medalha de ouro   | José Luíz Barbosa | BRA Brasil         | 1:46.02 | PR    |
| Medalha de prata  | Alain Miranda     | CUB Cuba           | 1:46.88 |       |
| Medalha de bronze | Brad Sumner       | USA Estados Unidos | 1:47.58 |       |
| 4                 | Gilmar Santos     | BRA Brasil         | 1:47.85 |       |
| 5                 | Byron Goodwin     | CAN Canadá         | 1:47.92 |       |
| 6                 | Daryl Fillion     | CAN Canadá         | 1:48.79 |       |
| 7                 | Víctor Matarrese  | ARG Argentina      | 1:49.91 |       |
| 8                 | Terril Davis      | USA Estados Unidos | 1:51.21 |       |